# Kauaipalmfink
Kauaipalmfink (Ciridops tenax) är en förhistorisk utdöd fågel i familjen finkar inom ordningen tättingar. 

## Kännetecken
Kauaipalmfinken var närbesläktad med likaledes utdöda arten ula-ai-hawane. Den var något mindre, med smalare och längre näbb samt mindre kraftiga ben, dock mer bastant än andra rödsvarta hawaiifinkar. Lämningar av fågeln har hittats i spybollar från utdöda kauaiugglan.

## Förekomst och utdöende
Kauaipalmfinken är endast känd från subfossila lämningar funna på ön Kauai i Hawaiiöarna. Fynd av en ’’Ciridops’’-fink har även gjorts vid Barber’s Point på ön Oahu, med något kortare näbb och ben än ula-ai-hawane samt kortare och bredare näbb än kauaipalmfinken. Det är ännu oklart om den utgör en egen art. Kauaipalmfinken försvann innan européer nådde ögruppen, utan tvekan ett offer för polynesiernas habitatförstörelse och möjligen även jakt för sina fjädrars skull. 

## Familjetillhörighet
Arten tillhör en grupp med fåglar som kallas hawaiifinkar. Länge behandlades de som en egen familj. Genetiska studier visar dock att de trots ibland mycket avvikande utseende är en del av familjen finkar, närmast släkt med rosenfinkarna. Arternas ibland avvikande morfologi är en anpassning till olika ekologiska nischer i Hawaiiöarna, där andra småfåglar i stort sett saknas helt.